# Ingmar Söhrman
Lars Tore Ingmar Söhrman, född 9 december 1950 i Töreboda församling i Skaraborgs län, uppvuxen i Kungshamn, är professor i romanska språk, särskilt spanska vid Göteborgs universitet.
Han gjorde militärtjänst vid Försvarets tolkskola 1970-1971 och lärde sig då ryska. Detta slaviska intresse avspeglas i hans forskning kring balkanspråk.
Ingmar Söhrman doktorerade 1991 i romanska språk vid Uppsala universitet med avhandlingen Las construcciones condicionales en castellano contemporáneo. Vid tiden för disputationen var Söhrman lektor i svenska vid universitetet i Alcalá. Han har därefter ägnat sin forskning åt romansk syntax och semantik samt åt etniska minoriteter i Europa och språkpolitik, åt medeltida spanska uppfattningar om Sverige (däribland goternas ursprung), spansk-svenska kontakter i historien, och den svenska historien skriven på spanska. Forskningen om etniska minoriteter har dels tagit sin utgångspunkt i Spanien, dels i Balkan och i Rumänien. Han har skrivit om olika romanska språk och översatt en diktsamling från vallader (rätoromanska). 
1991 blev Söhrman universitetslektor i spanska vid Umeå universitet, och 1993 blev han docent på samma universitet. 1998 blev han lektor i spanska vid Göteborgs universitet, och han blev 2008 professor där i spanska fram till december 2011, då han utnämndes till professor i romanska språk, särskilt spanska vid samma universitet.